# Fraates III de Partia
Fraates III o Arsaces XVII sucedió a su padre Sinatruces, y gobernó el Imperio parto durante el período 69 a. C.-57 a. C.. Dirigió una campaña contra Arsaces XVI desde las provincias orientales hasta que se hizo con el poder convirtiéndose en el primer monarca que unificaba Partia desde el comienzo de las guerras civiles en el año 93 a. C.

## Familia
Fraates III era miembro de la familia real arsácida. Existe también un ostracón descubierto en Nisa (Turkmenistán), antigua capital parta, donde se menciona la subida al trono de Fraates III, hijo de Sinatruces, que confirma su descendencia real:

Línea 1: Año 180 (Era arsacida). Rey Arsaces
Línea 2: hijo de un nieto de Priapatios...
Ostracón (2640/Nova 307)

Este documento vendría a certificar que Fraates III (Rey Arsaces) era hijo de un nieto de Priapatios, que no sería otro que Sinatruces hijo de Mitrídates I, quien a su vez era hijo de Priapatios (185-170 a. C.). 
Sabemos por el historiador romano Dion Casio, en su obra Historia Romana, que Fraates III tenía dos hijos Mitrídates IV y Orodes II.

## Ascenso al poder
Sabemos que en un determinado momento Fraates III, que sucedió a su padre Sinatruces muerto en el 69 a. C., inició una rebelión en la zona norte y centro de Partia desde sus posesiones orientales. La rebelión tuvo que ser de importancia, pues en los textos de Babilonia aparece la fórmula parta para diferenciar a los distintos arsaces que disputan el trono, el nombre de nacimiento y el de su esposa asociada:
El año 67 a. C. parece ser la última vez que en los registro babilónicos Arsaces XVI y la reina Piruztana aparecen en Mesopotamia (mención de un eclipse lunar). Al año siguiente se confirma que Fraates estaba asentado en Babilonia, así, Dion Casio menciona que el general romano Pompeyo estableció relaciones diplomáticas con el sucesor de Arsaces, Fraates III, fechadas en el 66 a. C. Esto, no obstante, no indica que Arsaces XVI desapareciera de la escena política, ya que una serie de monedas de campaña han sido atribuidas al rey Arsaces hasta el año 61 a. C., finalmente Fraates queda como único monarca del Imperio parto.

## Contexto internacional: Partia y la tercera guerra mitridática
El poderío parto en el contexto internacional había mermado considerable desde la muerte de Gotarces I. El país se había sumido en una continua guerra civil entre los distintos candidatos al trono, el primero en aprovecharse de la situación fue Tigranes el Grande, rey de Armenia, quien atacó al usurpador Mitrídates III, que había eliminado al yerno de Tigranes, Gotarces, obteniendo el control sobre los territorios de Atropatene, Osroena, Adiabene y Gordiene en el 85 a. C. 
El expansionismo de Mitrídates VI del Ponto por Asia Menor había chocado con la política romana en la zona. Las dos primeras guerras contra Mitrídates no habían zanjado la cuestión y en el año 74 a. C. estalló el tercer enfrentamiento que afectó a Partia.
Los avances de Lúculo sobre el Ponto y Armenia obligaron a Mitrídates VI y a su aliado Tigranes el Grande a solicitar ayuda a Arsaces XVI, incluso a costa de devolver a Partia territorios arrebatados en el pasado por Armenia. Roma no quedó atrás y el general Lucio Licinio Lúculo envió una embajada a Partia que consiguió que Arsaces rompiera con Tigranes II.
Con la llegada al trono de Fraates III se alcanzó una alianza formal entre Partia y Roma; Pompeyo, nuevo general al mando, convenció al rey parto para una invasión de Armenia en apoyo del hijo de Tigranes, rebelado contra su padre, que evitara que el artáxida auxiliara a Mitrídates en su guerra contra Pompeyo. La alianza funcionó, pese al fracaso de la invasión parta en Artaxata, y Pompeyo logró derrotar al rey del Ponto que buscó refugio en Armenia.
Pompeyo invadió el país y Tigranes se rindió, sin embargo el viejo monarca armenio fue perdonado y restablecido en su trono como amigo y cliente del pueblo romano lo que provocó el sentimiento de traición en Fraates III
Entorno al año 57 a. C., Fraates fue envenenado por sus dos hijos.
| Predecesor: Sinatruces Arsaces XVI | Rey (Rey de Reyes) de Partia (de la Dinastía Arsácida) 69 a. C.- 57 a. C. | Sucesor: Mitrídates IV Orodes II |